# Muzeum Karola Szymanowskiego w willi „Atma” w Zakopanem
Muzeum Karola Szymanowskiego w willi „Atma” – jedyna placówka muzealna gromadząca pamiątki po kompozytorze Karolu Szymanowskim, oddział Muzeum Narodowego w Krakowie, znajduje się w Zakopanem przy ulicy Kasprusie 19.

## Historia
Willa „Atma” została zbudowana w 1895 w stylu zakopiańskim przez Józefa Kasprusia-Stocha z przeznaczeniem na pensjonat. Nazwa „Atma” pochodzi z sanskrytu i oznacza „dusza”.
W październiku 1930 zamieszkał w willi Karol Szymanowski. Tu ukończył on pisać i instrumentować słynny balet „Harnasie”. Tu skomponował „Veni Creator”, „12 pieśni kurpiowskich”, „II koncert skrzypcowy”, „Litanię do Marii Panny” oraz dwa mazurki na fortepian z opusu 62. W „Atmie” gościli u niego najwybitniejsi przedstawiciele kultury polskiej ówczesnej epoki: Kazimierz Wierzyński, Jan Lechoń, Julian Tuwim, Antoni Słonimski, Witkacy, Zofia Nałkowska, Michał Choromański, Jarosław Iwaszkiewicz, Artur Rubinstein, Paweł Kochański, Zofia Stryjeńska, Jacek Malczewski, Stefan Jaracz, Leon Chwistek i in.
Szymanowski opuścił Zakopane i Polskę w listopadzie 1935, wyjeżdżając na leczenie do sanatorium w Szwajcarii. Nigdy już do „Atmy” nie wrócił. Pomysł stworzenia muzeum kompozytora wysunęła po latach Krystyna Dąbrowska, siostrzenica i spadkobierczyni Szymanowskiego. Społeczną akcję w tym celu, trwającą ostatecznie dziewięć lat, zainicjował Zdzisław Sierpiński na łamach „Życia Warszawy”. Fundusze potrzebne na wykup willi z rąk prywatnych zebrał w latach 1972–1974 komitet, na którego czele stanął Jerzy Waldorff. W 1974 willa została przekazana Muzeum Narodowemu w Krakowie, które po 2 latach remontu 6 marca 1976 udostępniło ją zwiedzającym. Wśród gości zaproszonych na otwarcie muzeum, obok siostrzenicy kompozytora, Krystyny Dąbrowskiej, znalazł się m.in. specjalnie przybyły z Paryża Serge Lifar, wybitny tancerz i choreograf, który gościł w „Atmie” w 1935 r., przygotowując się tu do tytułowej roli w „Harnasiach” na scenie Opery Paryskiej.
Ponieważ po wyprowadzce Szymanowskiego „Atma” była używana jako budynek lokatorski, nie wykonano pełnej rekonstrukcji pomieszczeń. Na podstawie zdjęć i opisów odtworzono wiernie gabinet kompozytora, pozostałym pomieszczeniom nadano klimat z okresu dwudziestolecia międzywojennego, uzupełniając ekspozycję informacjami biograficznymi. W latach 2011–2013 budynek przeszedł generalny remont i modernizację.
29 marca 2007 z okazji inauguracji Roku Karola Szymanowskiego do „Atmy” powróciły dwa portrety kompozytora autorstwa Witkacego: (Karol Szymanowski z muszką z 1930 oraz Karol Szymanowski. Czerwone Wierchy z 1931), które do 1936 stanowiły część oryginalnego wyposażenia willi.
W gablocie muzeum znajduje się ekspozycja odznaczeń przyznanych Karolowi Szymanowskiemu. Poniżej wymieniono odznaczenia, zachowując numerację zgodną z numerami umieszczonymi przy odznaczeniach (zob. zdjęcie w galerii).
1. Krzyż Komandorski Orderu Odrodzenia Polski
2. Krzyż Oficerski Orderu Odrodzenia Polski
3. Gwiazda Orderu Odrodzenia Polski
4. Złoty Wawrzyn Akademicki (odznaczenie Polskiej Akademii Literatury)
5. Order (Kawaler) Legii Honorowej (Francja)
6. Miniaturka Legii Honorowej
7. Komandoria Orderu Świętego Sawy (Jugosławia)
8. Miniaturka Orderu św. Sawy
9. Order Korony Włoch
10. Order „Zasłużony Kulturze” (Rumunia)
11. Złoty Krzyż Zasługi

## Kierownicy
- Maciej Pinkwart (1976–2012)
- Agnieszka Gąsienica-Giewont (od 2012)[3][4]

## Publikacje o „Atmie”
- Maciej Pinkwart, Muzeum Karola Szymanowskiego w willi „Atma” w Zakopanem (1978, 1987, 1997, 2002, 2007), przewodnik.
- Mateusz Budziakowski, Atma do remontu, Ruch Muzyczny 6/2012.

## Galeria

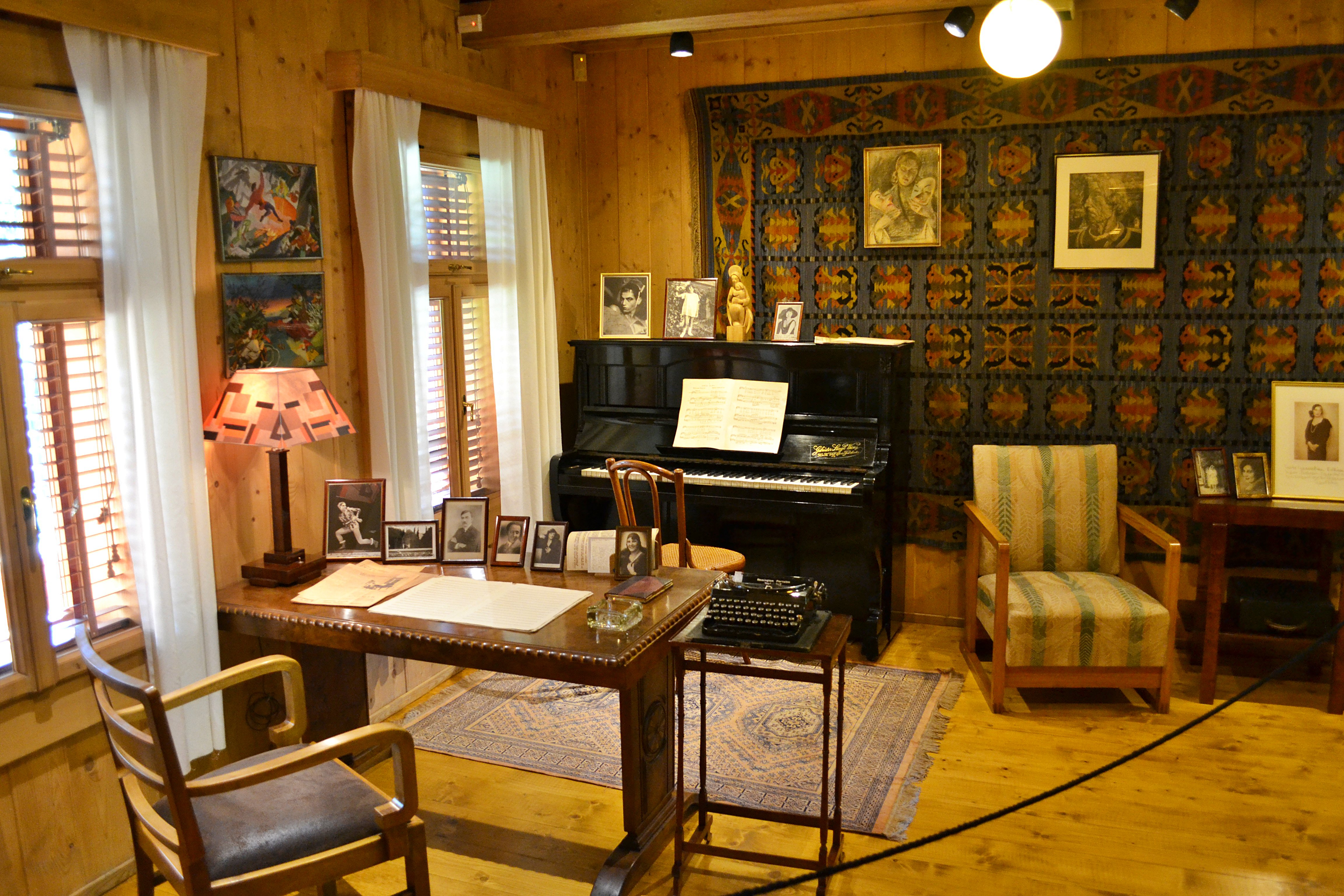
Rekonstrukcja pokoju Karola Szymanowskiego
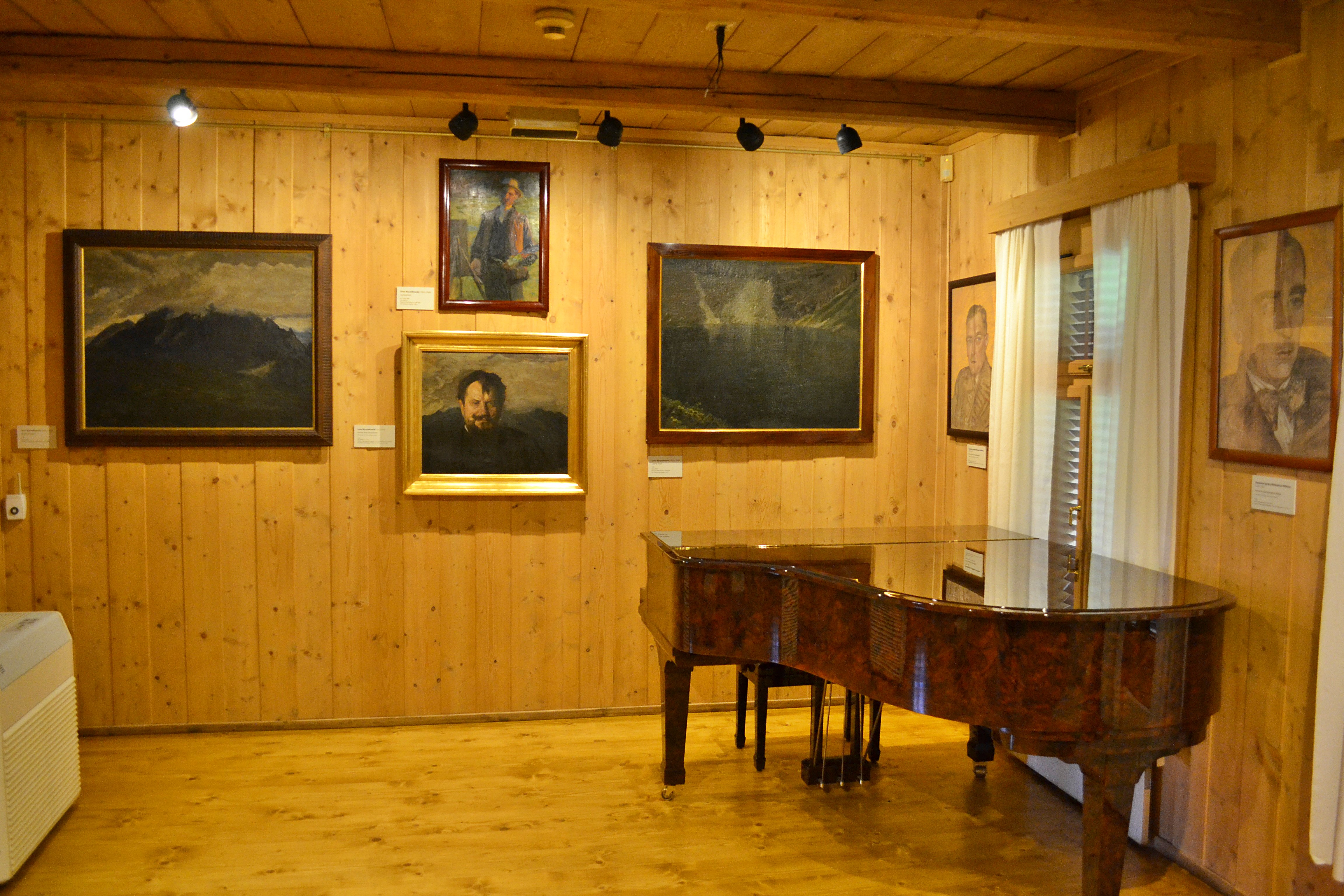
Wnętrze willi
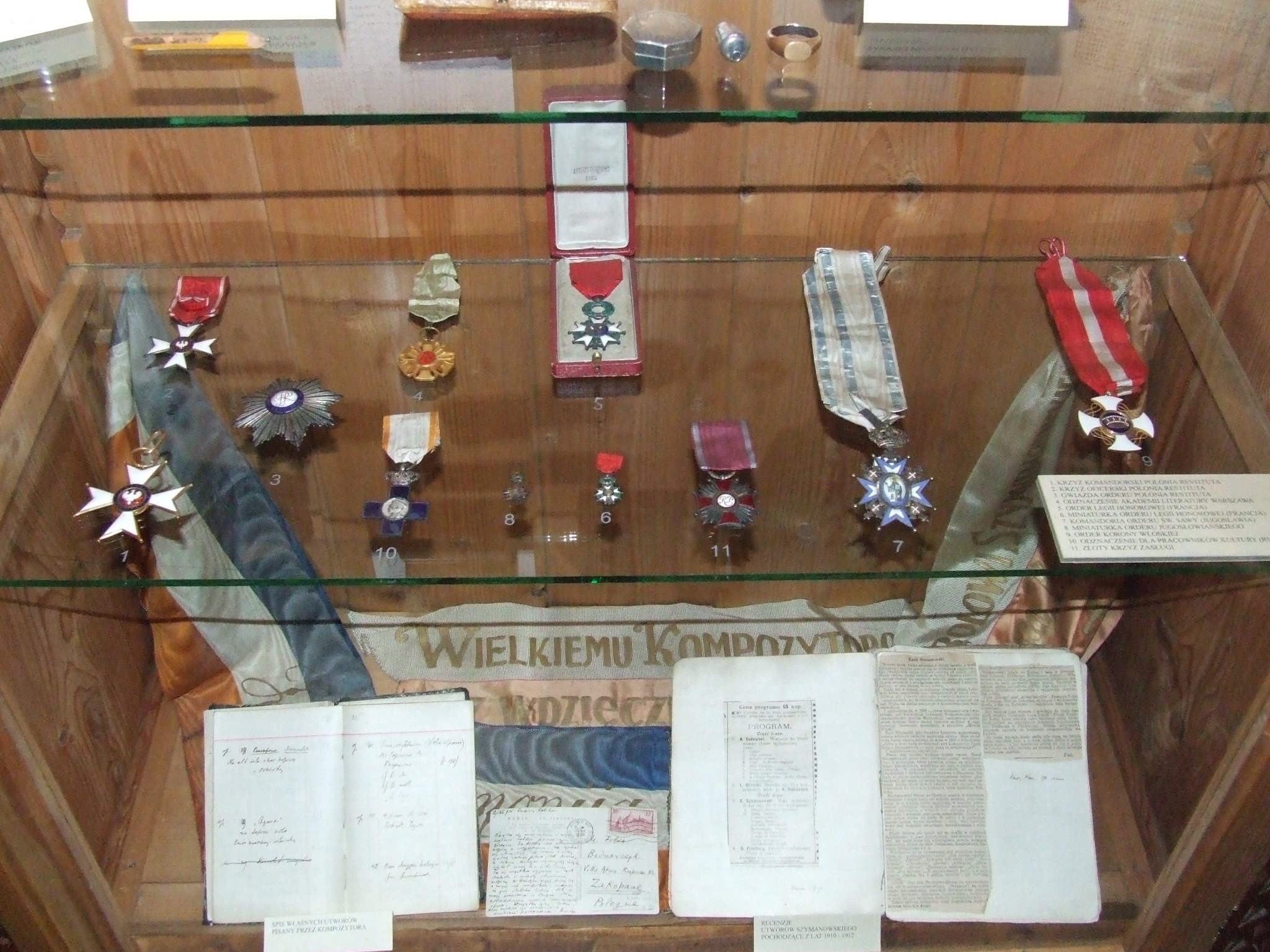
Odznaczenia Karola Szymanowskiego
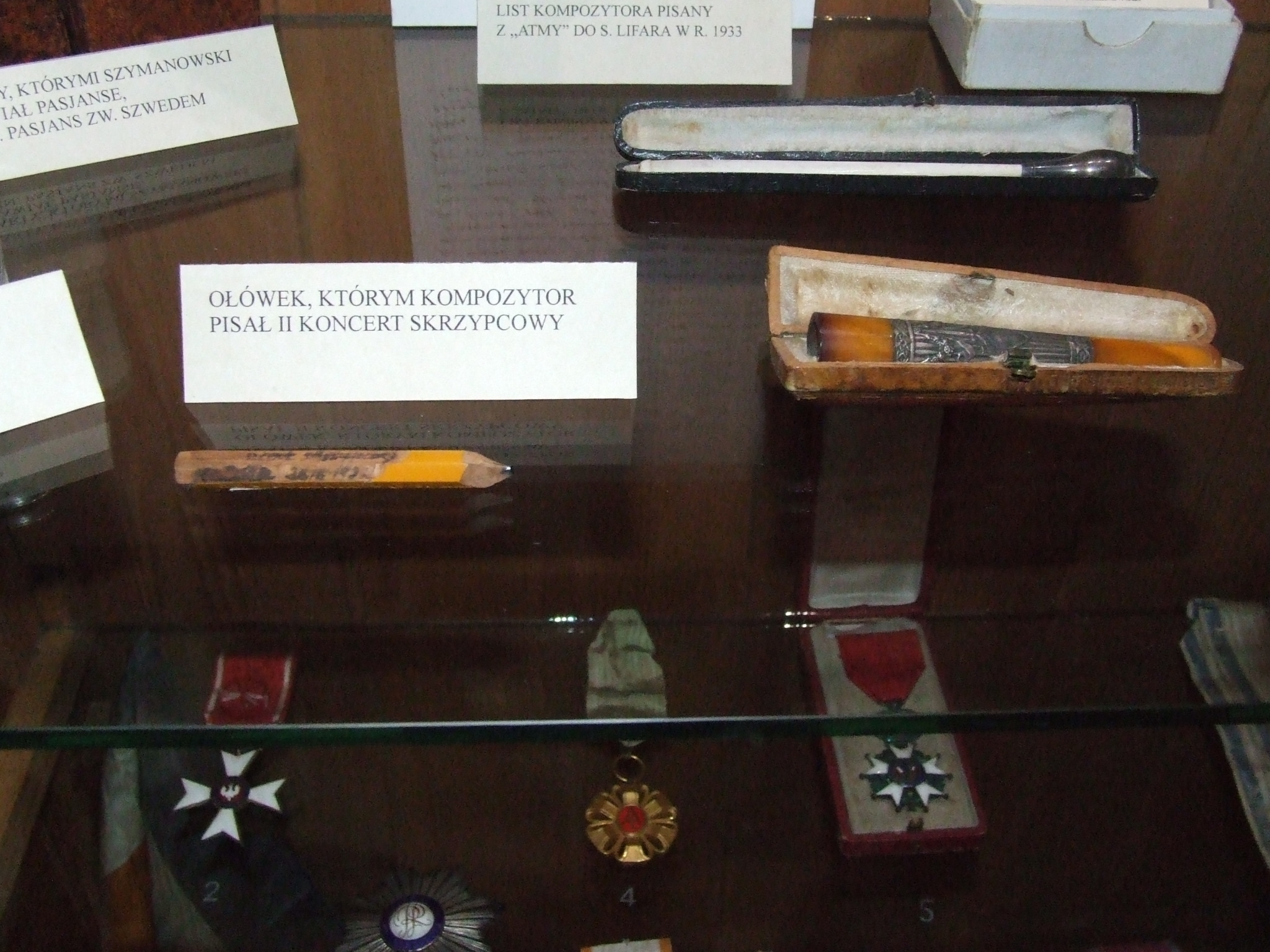
Przedmioty Karola Szymanowskiego
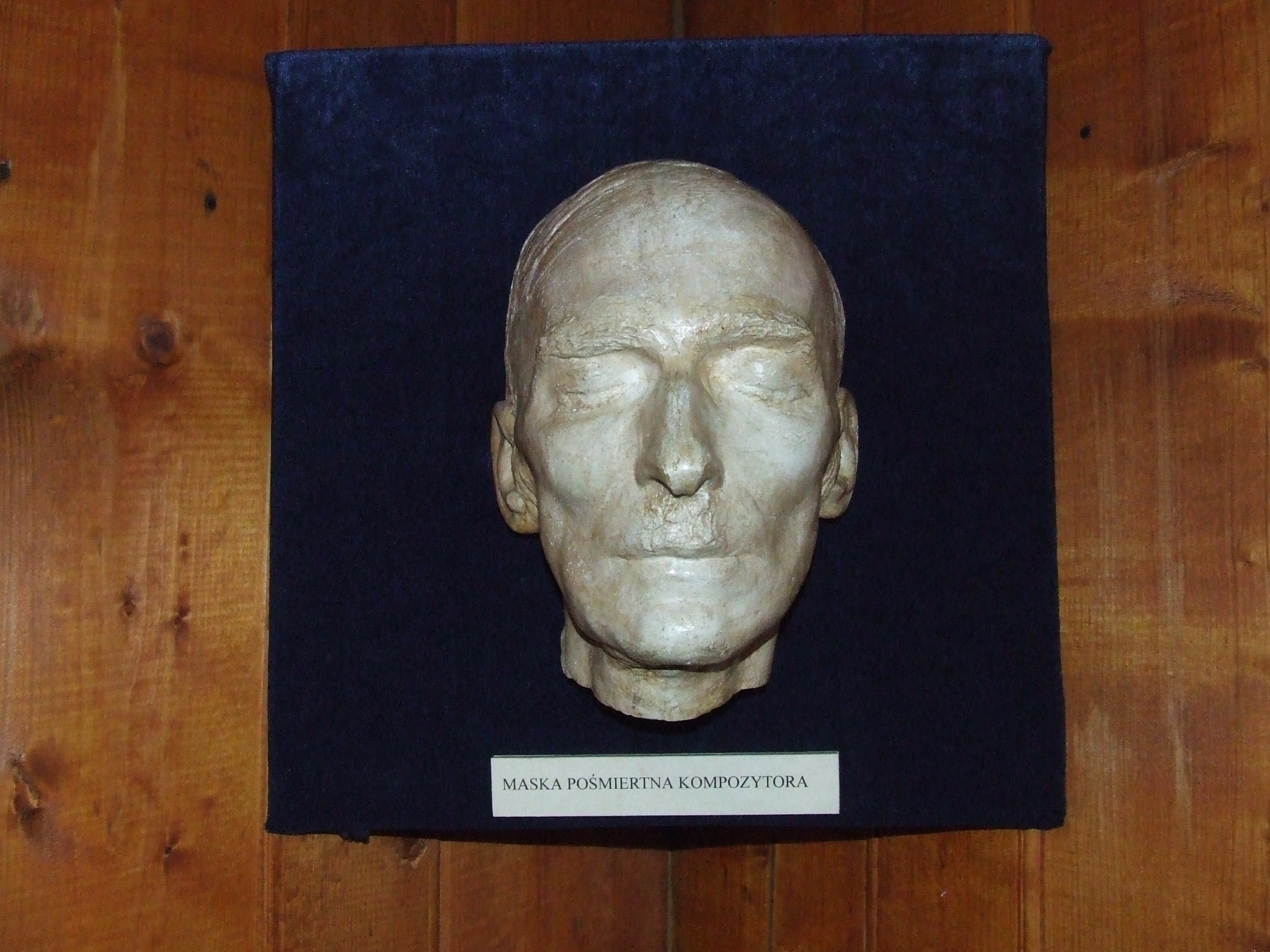
Maska pośmiertna Karola Szymanowskiego